# Heinäsaaret (ö i Mellersta Finland, Jyväskylä)
Heinäsaaret är en ö i Finland. Den ligger i sjön Päijänne och i kommunen Jyväskylä i den ekonomiska regionen  Jyväskylä ekonomiska region  och landskapet Mellersta Finland, i den södra delen av landet, 200 km norr om huvudstaden Helsingfors. Öns area är 0,3 hektar och dess största längd är 90 meter i öst-västlig riktning.  Notera att namnet antyder att det är fråga om flera öar.